# William Sidney Goodwin

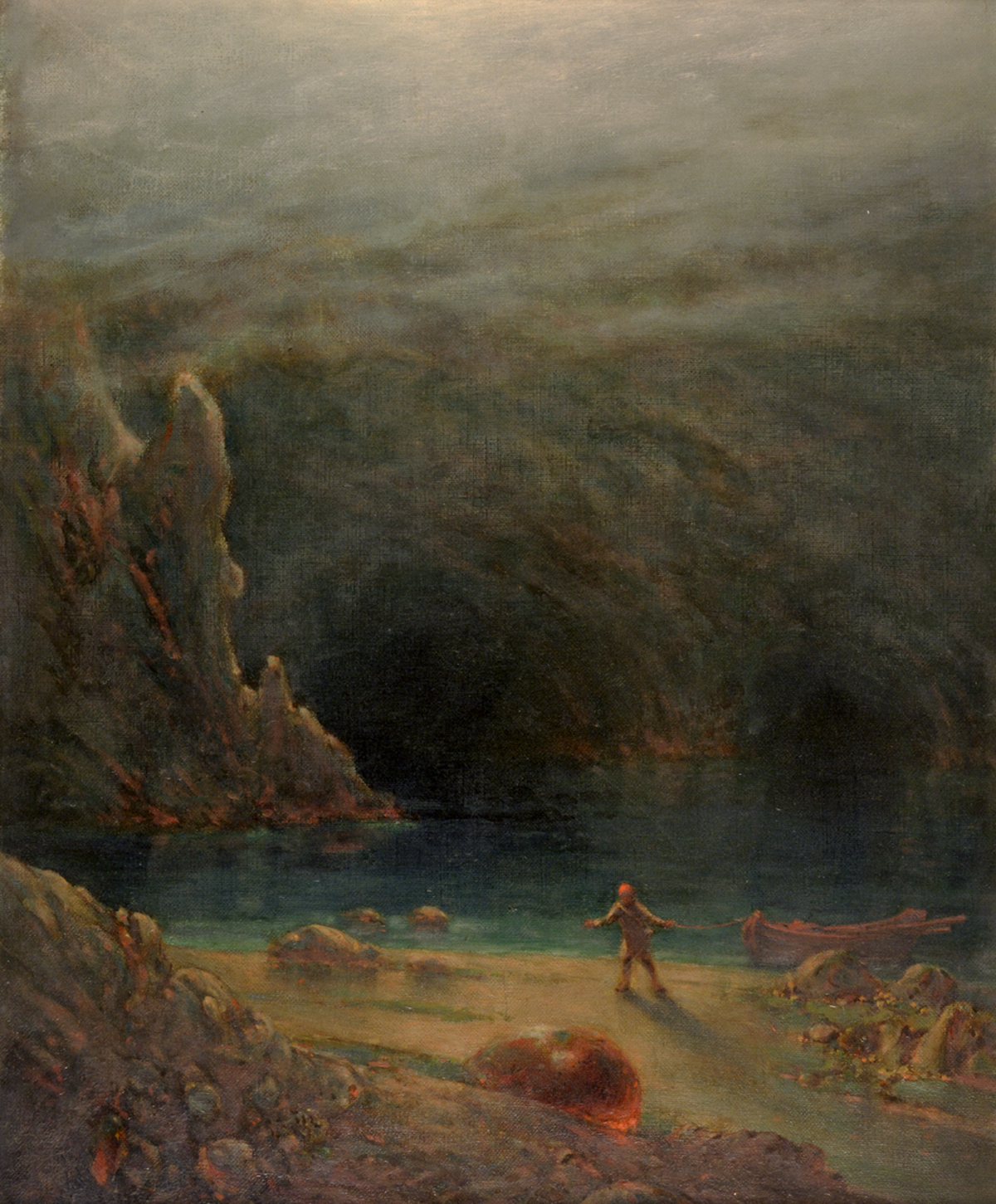
The Great Carbuncle – Öl auf Leinwand, undatiert (Southampton City Art Gallery)

William Sidney Goodwin (geboren 1833, gestorben 1916) war ein britischer Landvermesser, Rahmenmacher und Landschaftsmaler.

## Leben und Werk
Goodwin stammte aus der südenglischen Hafenstadt Southampton. Als Mitglied einer Expedition der Royal Engineers nahm er 1868–69 an der ersten Vermessung des Sinai teil, später arbeitete er auch für die Ordnance Survey.
Daneben widmete er sich der Landschaftsmalerei, sowohl auf seinen Reisen in den Nahen Osten wie auch in seiner Heimat Hampshire, ferner illustrierte er biblische und literarische Sujets. 1873–1877 stellte er einige Werke in der Galerie der Royal Society of British Artists in London aus, andere 1911–13 in der Royal Hibernian Academy in Dublin. Heute sind seine Werke weit verstreut, sechs seiner Gemälde hält die Southampton City Art Gallery (Inventarnummern 214–219).